# Friedrich Dürrenmatt
Friedrich Dürrenmatt [fridrich dyr(e)nmat] (5. ledna 1921 Konolfingen – 14. prosince 1990 Neuchâtel) byl švýcarský dramatik, prozaik, kreslíř a grafik. Proslavil se zejména svými modelovými dramaty.[zdroj⁠?!] Je představitelem epického divadla.

## Biografie

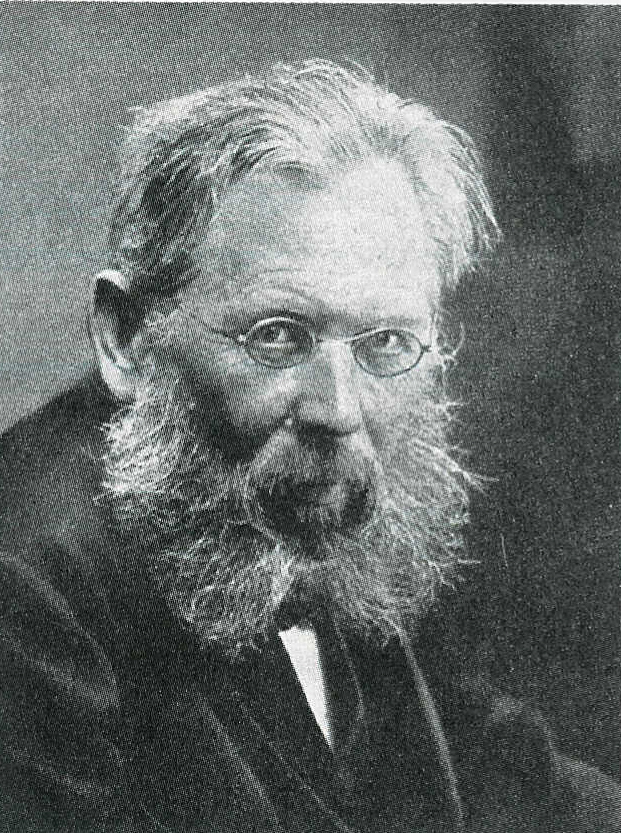
Jeho dědeček Ulrich Dürrenmatt (1849–1908)

Friedrich Dürrenmatt se narodil 5. ledna 1921 ve švýcarské vesnici Konolfingen, byl synem místního evangelického faráře Reinholda Dürrenmatta a vnukem politika Ulricha Dürrenmatta (vězněného údajně 10 dní za satirické básně, za což si získal obdiv mladého Friedricha). Kromě něho měli rodiče ještě o tři roky mladší dceru Vroni. Roku 1935 se rodina přestěhovala do Bernu, pravděpodobně v souvislosti s hospodářskou krizí. Tam začal Friedrich studovat nejprve na Svobodném bernském gymnáziu (Berner Freies Gymnasium), později přešel na Humboldtianum, kde také v roce 1941 odmaturoval. Nebyl zvlášť dobrý student a později prohlásil, že školní léta byla nejhorší dobou v jeho životě. Na jinou školu přešel proto, že se mu nelíbil způsob vyučování, měl špatné známky a spory s vyučujícími. Je známo, že byl v maturitním ročníku členem švýcarského národně socialistického hnutí (Frontenbewegung či Fröntler-Vereinigung), což později zdůvodnil potřebou vymezit se vůči otci. Snad právě během gymnaziálních studií si začal vytvářet vlastní svět jako únik z nepříjemné reality.
Už v Konolfingenu se začal věnovat kreslení a malování. Později dokonce ilustroval některá vlastní díla a navrhoval scény pro své hry. Studovat však začal roku 1941 filozofii, germanistiku a přírodní vědy, nejprve v Zürichu a od druhého semestru v Bernu. Svůj podkrovní pokoj u rodičů v ulici Laubeggstrasse v této době vyzdobil nástěnnými malbami, které byly později překryty a objeveny až v devadesátých letech. Studium dokončil roku 1945, disertaci zaměřenou na dánského filosofa Sørena Kierkegaarda však nedopsal. Filozofií se zabýval po celý život.
První hra, která se dočkala uvedení, vznikla v letech 1945/46 a nesla název „Psáno jest“ (Es steht geschrieben). Její premiéra se konala roku 1947. Ve stejném roce se Dürrenmatt oženil s herečkou Lotti Geisler a společně se přestěhovali do obce Ligerz severozápadně od Bernu. Tam vznikl detektivní román „Soudce a jeho kat“ (Der Richter und sein Henker), jehož děj se odehrává právě v této části země. Román dnes patří mezi klasiku německy psané literatury.
Počátky kariéry spisovatele na volné noze nebyly jednoduché – brzy už pětičlenná rodina měla finanční potíže. Po roce 1952 se situace zlepšila, především díky zakázkám německých rádií, pro která Dürrenmatt napsal několik rozhlasových her. Tehdy se také dostal k nakladatelství Verlag der Arche. Psal další detektivní romány, některé z nich vycházely na pokračování v časopisech. Roku 1952 se Dürrenmattovi přestěhovali do města Neuchâtel, kde spisovatel bydlel až do konce života. V jeho domě bylo v roce 2000 zřízeno muzeum – Dürrenmattovo centrum.
Roku 1952 vznikla hra „Manželství pana Mississippi“ (Die Ehe des Herrn Mississippi), první, která dosáhla velkého úspěchu na německých scénách. Komedii Návštěva staré dámy (Der Besuch der alten Dame, 1956) se pak dostalo světového ohlasu. Zřejmě nejslavnějším autorovým dílem je hra „Fyzikové“ (Die Physiker, 1962), autorem také označovaná jako komedie.
V pozdějších dramatech si Dürrenmatt často půjčoval látky jiných autorů, například Strindberga, Goetha nebo Shakespeara. Tato díla už nikdy nedosáhla takového úspěchu jako hry z padesátých a šedesátých let, snad proto, že byla stále náročnější a vedle společenské kritiky kladla stále větší důraz na filozofii.
V esejích, přednáškách a proslovech se Dürrenmatt často vyjadřoval k mezinárodní politice. V roce 1968 odsoudil okupaci Československa a v roce 1977 podpořil Chartu 77. Je také mimo jiné autorem stati a „Souvislosti“ (Zusammenhänge, 1974), týkající se problematiky Izraele. Roku 1990 se v proslovu „Švýcarsko – vězení“ (Die Schweiz ein Gefängnis) obrátil k Václavu Havlovi už jako novému prezidentu Československa, přičemž kritizoval švýcarské poměry, z nichž si měla nová demokracie vzít poučení.
Dürrenmatt se kromě psaní věnoval i práci přímo v divadle, nejdříve na basilejské scéně, od roku 1969 (kdy ho také postihl srdeční infarkt) v Neue Schauspiel AG v Curychu a nakonec v Düsseldorfu. Několikrát inscenoval své vlastní hry.
Díla Dürrenmatt nikdy nepovažoval za uzavřená, průběžně je přepracovával a aktualizoval. Před souborným vydáním roku 1980 se k nim znovu vrátil a důkladně je rozebral. Tato práce vyústila v devítidílnou prózu „Příběh mého psaní“ (Geschichte meiner Schriftstellerei) neboli „Látky“ (Stoffe). Posmrtně bylo z jeho rukopisů roku 1992 vydáno jejich pokračování s názvem Gedankenfuge.
Roku 1983 zemřela Dürrenmattova žena Lotti. O rok později se spisovatel oženil s filmařkou a novinářkou Charlotte Kerr a společně natočili film „Portrét jedné planety“ (Porträt eines Planeten) a uvedli hru „Role“ (Rollenspiele). Friedrich Dürrenmatt zemřel v Neuchâtelu 14. prosince 1990 ve věku 69 let. Jeho žena sepsala vzpomínkovou knihu nazvanou „Žena v červeném plášti“ (Die Frau im roten Mantel). Zanechal po sobě tři děti, dcery Ruth, Barbaru a syna Petera.

## Tvorba

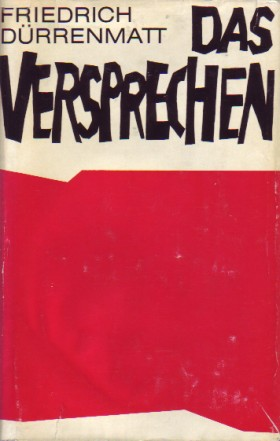
Dürrenmatt, Friedrich. Das Versprechen (1958)

Friedrich Dürrenmatt je znám zejména jako spisovatel, věnoval se však i výtvarnému umění. Nehlásil se k žádnému uměleckému či myšlenkovému směru, přesto se mnohé v jeho dílech odrážejí.
Byl autorem dramat, detektivek, povídek, rozhlasových her (v některých případech zpracoval jeden motiv do různých žánrů), ale i esejí, přednášek, proslovů i literárně teoretických textů. Satirickými prostředky kritizoval současnou společnost. Jeho díla vyznívají pesimisticky, využívá často ironie, paradoxů a absurdních prvků. Mnohoznačnost děl vedla ke vzniku obsáhlé sekundární literatury. Dürrenmatt byl přesvědčen, že svět je nezměnitelný, nachází se v pokročilém katastrofickém stavu, proto nemůžeme věřit v žádné radikální změny k lepšímu, všechny změny podle něj vedou pouze k zachování nebo zhoršení tohoto stavu.

Z tohoto postulátu se odvíjely i jeho názory na morálku doby – zastával názor, že vše jde koupit penězi a to podle něj ještě více kazí svět. Z jeho děl je patrný jeho filosofický názor, že vše je dílem náhody, nebo pokud tomu tak není, tak měla náhoda na vzniku události rozhodující podíl.
Z literární tvorby jsou zřejmě nejvýznamnější jeho dramata. Někdy bývá srovnáván s B. Brechtem (hra jako zrcadlo světa, důraz na aktivitu a interpretaci ze strany diváka…), na rozdíl od něho však Dürrenmatt příliš nevěří v možnost nápravy světa, a už vůbec ne skrze ideologii. Také sám popíral, že by ve svých hrách využíval tzv. zcizovací efekt, typický pro Brechta.
Komedii považoval za jediný žánr, který dokáže vyjádřit tragiku dneška, protože současnost nemá tragické hrdiny velkého formátu a zmatku této doby spíše odpovídá groteska. Dürrenmatt se výslovně bránil realistickému uvádění svých her. Jeho dramata bývají někdy označována jako „modelová“, což znamená, že autor zkonstruuje určitou situaci, kterou dovede do krajnosti a chce jejím prostřednictvím upozornit na určitý společenský jev. Ve svých hrách je vždy aktuální a tvrdě kritický vůči současnosti, a to i tehdy, když si vybírá historické, mytologické nebo literární hrdiny.
Jeho hry mají dlouhé scénické poznámky, autor se však nikdy nevyjadřuje k psychologii postav.
O svém pojetí divadla Dürrenmatt pojednává ve spise „Problémy divadla“ (Theaterprobleme, 1955).
Dürrenmattovy detektivní romány se vymykají běžným dílům tohoto žánru důrazem na náhodu, nepředvídatelnost jednání lidí i psychologii postav. Naopak zpochybňuje existenci spravedlnosti, roli zde hraje spíše pomsta. Ani v těchto dílech nechybí satirické poznámky.
Dürrenmattova tvorba byla vyznamenána mnoha cenami, například Rakouskou státní cenou za evropskou literaturu, cenou Georga Büchnera atd.
Autorizovaným překladatelem Dürrenmattových dramat do češtiny byl Jiří Stach.

## Citát
- Čím promyšleněji lidé jednají, tím účinněji je může postihnout náhoda.

## Dílo (nekompletní)
- 1947 Psáno jest – (Es steht geschrieben) – komedie, v přepracované verzi pod názvem Novokřtěnci
- 1949 Romulus Veliký – (Romulus der Grosse), přepracováno v letech (1957, 1964) pod názvem Král Jan. Pojednává o Romulovi, římském vládci – 476, Řím byl v tuto dobu již zničen germánskými kmeny a tak se Romulus spojuje s germánským králem Odoakerem a nechává se od něj penzionovat. Romulus je vědomě antihrdinou.
- 1950 Soudce a jeho kat – (Der Richter und sein Henker) – detektivní román, zfilmovaný, zajímavostí je, že ve filmu hrál i Dürrenmatt
- 1951 Podezření– (Verdacht) – detektivní román, navazuje na román Soudce a jeho kat
- 1952 Manželství pana Mississippi – (Die Ehe des Herrn Mississippi) – hra
- 1954 Herkules a Augiášův chlév – (Herkules und der Stall des Augias), zobrazuje zánik antiky, reálný a duchovní svět je tak zahnojen, že ho nedokáže ani Herkules, ten v této komedii končí jako vzpěrač v cirkuse.
- 1955 Řek hledá Řekyni – (Grieche sucht Griechin) hra
- 1956 Návštěva staré dámy – (Der Besuch der alten Dame) hra
- 1955–1957 – Nehoda či Malér – (Die Panne) – rozhlasová hra, televizní hra, povídka a komedie
- 1958 Slib – (Das Versprechen), napsáno podle scénáře k filmu Stalo se za bílého dne
- 1959 Frank pátý – (Frank der Fünfte) , tato hra je jakousi obdobou Třígrošové opery od B. Brechta (ALE: Friedrich Dürrenmatt se ve svých rozhovorech jasně vyjádřil proti srovnávání této Brechtovy hry s „Frankem“. Ke srovnání svádí hlavně původní podtitul dramatu „Oper einer Privatbank“, který Dürrenmatt později raději změnil na „Komödie einer Privatbank“. Kromě toho má podle něj hudba v této hře úplně jinou funkci než u hry Brechtovy; srovnej zdroj: Arnold, H. L. Friedrich Dürrenmatt – Der Klassiker auf der Bühne. Gespräche 1981 – 1987. Zürich, Diogenes Verlag, 1996.)
- 1962 Fyzikové – (Die Physiker), drama odehrávající se v psychiatrické léčebně. Hra má podobu detektivky. Do sanatoria přichází inspektor Voss, aby vyšetřil vraždy ošetřovatelek. Vrahy jsou agenti vydávající se za blázny. Jeden předstírá, že je Einstein a druhý Newton. Zavraždit museli každého, kdo přišel na to, že nejsou blázni. Jejich cílem je však fyzik Möbius, který se stal chovancem ústavu proto, aby svět uchránil před svým vynálezem ohromné ničivé síly. Oba agenti chtějí získat plány vynálezu, ovšem nakonec zvolí doživotní pobyt v blázinci, když odhalí jeho nebezpečnost. Konec hry je však takový, že neuchránili svá tajemství a plány padly do rukou šílené, zdegenerované aristokratky – ředitelky ústavu Mathilde von Zahnd, která jich chce využít pro svůj mocichtivý účel. Oběť agentů a fyzika Möbia je tedy zbytečná.
- 1966 – Meteor – (Der Meteor). Komedie o dvou dějstvích
- 1969 – Play Strindberg. Tanec smrti podle Augusta Strindberga, 1996 vznikla česká televizní inscenace v režii Petra Kolihy v hlavních rolích s L. Šafránkovou a J. Abrhámem.
- 1970 – Věty z Ameriky – (Sätze aus Amerika)
- 1973 – Komplic – thrillerová divadelní hra s prvky černého humoru o korupci prostupující celou společností
- 1974 – Souvislosti – (Zusammenhänge) Esej o Izraeli.
- 1974? – Zamyšlení. Koncepce – mimo jiné o svobodě, rovnosti a bratrství v židovství, křesťanství a islámu a marxismu a o dvou starých mýtech. – (Nachgedanken. Eine Konzeption / Unter anderem über Freiheit, Gleichheit und Brüderlichkeit in Judentum, Christentum, Islam und Marxismus und über zwei alte Mythen).
- 1975 – Lhůta – (Die Frist). Komedie.
- 1981 – Labyrint – Látky I – III. Zimní válka v Tibetu. Měsíční temnota. Rebel.. (Labyrinth – Stoffe I–III. Der Winterkrieg in Tibet. Mondfinsternis. Der Rebell.)
- 1983 – Achterloo Komedie.
- 1985 – Minotaurus. Balada. (Minotaurus. Eine Ballade).
- 1985 – Justice – (Justitz) – Román
- 1986 – Smlouva neboli O pozorování pozorovatele pozorovatele– Novela ve 24 větách.  – (Der Auftrag oder Vom Beobachten des Beobachters der Beobachter. Novelle in 24 Sätzen).
- 1986 – Rollenspiele . (Charlotte Kerr: Protokoll einer fiktiven Inszenierung. [F. D.:] Assoziationen mir einem dicken Filzstift. Zwischenwort. Achterloo III.)
- 1988 – Achterloo IV. Komedie.
- 1989 – Údolí vzhůrunohama – (Durcheinandertal) – Román.
- 1990 – Stavba věže. Látky IV–XI. Setkání. Jízda napříč. Mosty. Dům. Zima. Mozek. (Turmbau. Stoffe IV–IX. Begegnungen. Querfahrt. Die Brücke. Das Haus. Vinter. Das Hirn.)

### Postum
- 1991 – Midas oder Die Schwarze Leinwand
- 1991 – Kants Hoffnung. Zwei politische Reden. Zwei Gedichte.
- 1992 – Gedankenfuge – Texte aus dem Nachlass,
- 1993 – Das Mögliche ist ungeheuer. Ausgewählte Gedichte.
- 1994 – Skizzenbuch. Engel, Teufel und so weiter.
- 1995 – Der Pensionierte. Fragment eines Kriminalromans.
- 1996 – Gespräche 1961–1990
- 2001 – Das Nashorn schreibt der Tigerin. Bild-Geschichten.
- 2007 – Der Schachspieler: ein Fragment; ill. von Hannes Binder. – Grosshansdorf: Officina Ludi, ISBN 978-3-00-022105-7 – Online: Film über das Buch[nedostupný zdroj]